# Wychylówka (Grodkowo)
Wychylówka – część wsi Grodkowo (do 31 grudnia 2002 wieś) w Polsce położona w województwie mazowieckim, w powiecie płockim, w gminie Wyszogród.
W latach 1975–1998 Wychylówka administracyjnie należała do województwa płockiego. 1 stycznia 2003 ówczesna wieś Wychylówka stała się częścią wsi Grodkowo.